# Farsa

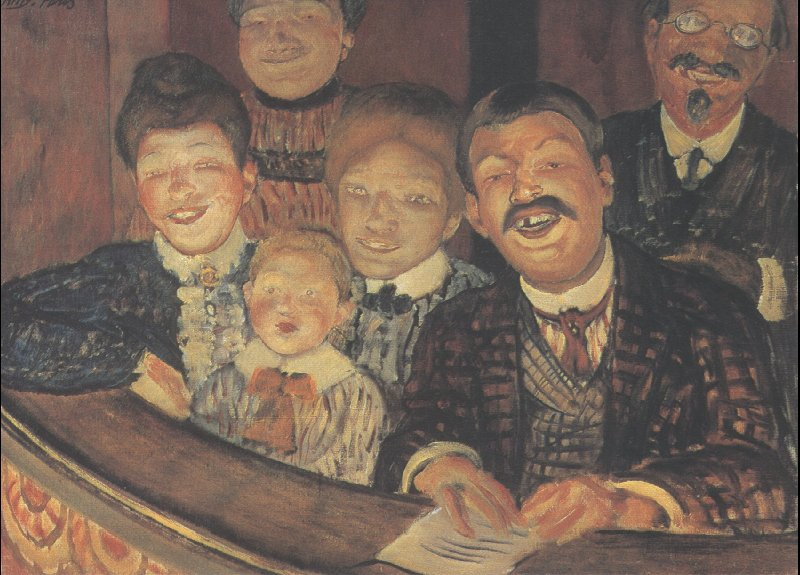
Farsa, aut. Kuźma Pietrow-Wodkin

Farsa (fr. farce – „żart”, „figiel”) – odmiana komedii, w której łatwowierni bohaterowie zostają wciągnięci w serię coraz bardziej nieprawdopodobnych, niewygodnych lub kompromitujących wydarzeń. Sytuacje te najczęściej są spowodowane wadami bohaterów, takimi jak np. próżność, sprzedajność lub chciwość. Wysiłki podejmowane w celu wybrnięcia z sytuacji prowadzą do dalszego zapętlenia i jeszcze większej kompromitacji, aż do momentu, w którym w komicznych punktach kulminacyjnych wady zostają odpowiednio upokarzająco i przykładnie ukarane, po czym następuje względnie szczęśliwe zakończenie. Farsy są poświęcone obnażaniu ludzkich słabości. Akcja farsy musi od samego początku rozwijać się błyskawicznie i być budowana precyzyjnie.
W średniowieczu grywana zwykle na końcu utworów o tematyce poważnej, np. moralitetów czy mirakli. Obok intermedium jeden z najważniejszych gatunków komediowych średniowiecza. Obejmuje utwory sceniczne o błahej problematyce, posługuje się środkami komizmu sytuacyjnego. W odróżnieniu od innych typów komedii farsa opiera się na dynamicznej akcji, mającej często charakter swobodnych scen komicznych.